# Jean-Charles Herpin
Jean-Charles Herpin (1798-1872) est un médecin et érudit français du XIXe siècle. Il est l'auteur de nombreuses publications sur la santé, l'agriculture et la nature. 

## Biographie
Fils d'un commerçant drapier, Jean-Charles Herpin naît le 7 avril 1798 à Metz en Lorraine. Après des études secondaires solides, le jeune Jean-Charles devient secrétaire de la Société des amis des lettres, sciences et arts de Metz. En 1823, il quitte Metz pour la capitale, où il souhaite étudier la médecine. Il obtient son doctorat en 1826. 
Vivant de ses rentes, Jean-Charles Herpin ne pratique pas la médecine, se consacrant exclusivement à la recherche. Il publie de nombreux travaux dans des domaines aussi variés, que l'économie rurale, la météorologie, les chemins de fer, l'hygiène, l'instruction sanitaire, ou encore l'agriculture.
Toujours membre de la « Société des amis des lettres » de Metz, devenue Académie royale de Metz en 1828, Jean-Charles Herpin collabore avec un grand nombre de sociétés savantes, notamment la « Société impériale et centrale d'agriculture » de France, la « Société d'hydrologie médicale » de Paris, ou encore l'« Institut polytechnique ». Président du conseil d'administration de la « Société pour l'Instruction élémentaire », il est par ailleurs lauréat de l'« Institut », de l'« Académie de médecine » et de l'« Académie de Lyon ». Enfin, en 1864, Herpin est nommé officier de l'instruction publique.
Resté fidèle à sa ville natale, le philanthrope décida, un an avant sa mort, de doter l'« Académie de Metz » d'une rente de 200 francs pour récompenser, tous les quatre ans, un travail d'intérêt spécial. Jean-Charles Herpin décéda à Nice le 17 janvier 1872.

## Publications
- Études sur la réforme et les systèmes pénitentiaires, considérés au point de vue moral, social et médical (1868)
- Sur la création en France d'un grand réseau de voies ferrées ou de communications à vapeur départementales et vicinales, par le Dr J.-Ch. Herpin... (1867)
- Extraits de deux rapports sur l'établissement hydrothérapique de Longchamps à Bordeaux. [Publié par le Dr P. Delmas. 1er juillet 1864.] (1866)
- Note sur le chemin de fer projeté de Tours à Vierzon, tracé par Saint-Aignan, Vatan et Issoudun, grande voie de communication internationale de Gênes à Nantes et à Brest, traversant la France de l'est à l'ouest, par Turin, Chambéry, Mâcon, Moulins, Issoudun, Tours et Rennes, section de Mâcon à Tours, mémoire présenté à la Société du Berry, par le Dr J.-Ch. Herpin,... (1866)
- Notice sur le Dr Victor Bally,... [Signé : Dr Herpin.] (1866)
- Rapport sur les procédés de mouture du sarrasin présentés par F.-J. Betz-Penot,... [21 mars 1866.] (1866)
- Du Raisin et de ses applications thérapeutiques,... par J.-Ch. Herpin... (1865)
- Instruction sur les premiers soins à donner aux personnes asphyxiées par le gaz acide carbonique ou par les vapeurs du charbon et de la braise allumée, par celles de la bière et du vin en fermentation, par M. le Dr J.-Ch. Herpin. 2e édition (1864)
- De l'Acide carbonique, de ses propriétés physiques, chimiques et physiologiques, de ses applications thérapeutiques comme anesthésique, désinfectant, cicatrisant, résolutif, etc., dans les plaies et ulcérations, dans les maladies des organes de la digestion, de la respiration, etc., par J.-Ch. Herpin,... (1864)
- Notice historique sur la vie et les travaux de Jean Méry,... par le Dr J.-Ch. Herpin,... (1864)
- Rapport sur les progrès et l'état actuel de l'instruction primaire en Espagne, par M. le Dr J.-Ch. Herpin,... (1864)
- Des causes morales de l'insuffisance et de la surabondance périodiques de la production du blé en France (1860)
- * Du Raisin considéré comme médicament, ou de la Médication par les raisins (cure aux raisins, "Cura dell'uva, Traubenkur"), par J.-Ch. Herpin,... (1860)
- Sur l'Alucite ou teigne des blés et sur les moyens de la détruire, par M. le Dr J.-Ch. Herpin,... (1860)
- Sur la nomenclature et la classification des eaux minérales, par le Dr J.-Ch. Herpin,... (1858)
- Études médicales, scientifiques et statistiques sur les principales sources d'eaux minérales de France, d'Angleterre et d'Allemagne, par M. le Dr J.-Ch. Herpin,... (1855)
- Exposition universelle. Notice bibliographique et analytique sur les travaux du Dr J.-Ch. Herpin (de Metz), relatifs à l'économie publique, aux arts agricoles et industriels. (Octobre 1855.) (1855)
- Sur les bains et douches de gaz carbonique... par M. le Dr J.-Ch. Herpin,... (1855)
- Tableaux analytiques comparatifs des principales eaux minérales,... par M. le Dr Herpin,... (1855)
- Destruction économique de l'alucite et du charançon... au moyen du tarare à grande vitesse ou brise-insectes,... par J.-Ch. Herpin,... (1851)
- Rapport sur les concours relatifs au perfectionnement des appareils et des procédés de blanchissage du linge, par M. Herpin (1850)
- Sur l'emploi du plâtre et du poussier de charbon pour désinfecter instantanément les matières fécales ; sur la fabrication et les avantages de cet engrais (poudrette désinfectée) et ses applications à l'agriculture ; enfin sur la possibilité de supprimer les fosses d'aisances dans la ville de Paris, par J.-Ch. Herpin... (1849)
- Rapport sur le concours relatif au perfectionnement des procédés et appareils destinés au blanchissage du linge, par M. Herpin (1847)
- Sur le déplacement ou l'échange des enfants trouvés et la suppression des tours d'arrondissement, lettre à M***, conseiller général du département, par J.-Ch. Herpin,... (1838)
- Abrégé de la méthode naturelle de lecture (1835)
- Sur l'enseignement mutuel, les écoles primaires des campagnes et les salles d'éducation de l'enfance,... par M. Herpin,... (1835)
- Instruction sur les moyens d'établir facilement et à peu de frais des écoles primaires dans les campagnes,... par le Dr J.-Ch. Herpin,... (1834)
- Notions élémentaires d'arpentage, à l'usage des propriétaires ruraux, des instituteurs de campagne, et des élèves primaires (1834)
- Recherches économiques sur le son ou l'écorce du froment et autres graines céréales (1833)
- Abrégé de la méthode naturelle de lecture (1833)
- Notions élémentaires d'arpentage, à l'usage des propriétaires ruraux, des instituteurs de campagne, et des élèves primaires (1833)
- Rapport sur les visites sanitaires dans les communes rurales, fait au Conseil de santé, le 17 décembre 1831, par le Dr Herpin... (1832)
- Sur les canaux et les chemins de fer, par M. J.-Ch. Herpin,... (1830)
- Considérations physiologiques et pathologiques sur l'enfance et l'adolescence. (Cand. Jean-Charles Herpin) (1826)
- Description de plusieurs instrumens nouveaux pour conserver et améliorer les vins (1823)
- Description d'un appareil de distillation continue, au moyen duquel on peut obtenir, à la fois, deux sortes d'esprits, aux degrés déterminés, par J.-Ch. Herpin,... (1823)
- Instruction sur les premiers soins à donner aux personnes asphyxiées par les vapeurs du vin et de la bière en fermentation, par celles du charbon et de la braise allumés, gaz carbonique, par M. Herpin (1822)
- Discours prononcé à la distribution des prix accordés par S. A. R. Mme la duchesse de Berri aux élèves de l'École gratuite d'enseignement mutuel de musique de Metz, le 16 décembre 1821, par M. Herpin,... (1822)
- Recherches sur l'emploi de divers procédés nouveaux pour la conservation des substances animales destinées à l'histoire naturelle et à l'économie domestique, par M. Herpin,... (1822)
- Considérations générales sur le colportage, pour servir de développement à une pétition présentée à la Chambre des Députés par un grand nombre de négocians français, par J.-Ch. Herpin,... (1820)
- De la graisse des vins, des phénomènes de cette maladie, de ses causes, des moyens d'y remédier et de ceux de la prévenir (1819)
- Avis aux parents sur la nouvelle méthode perfectionnée d'enseignement élémentaire, mutuel et simultané, adoptée par le gouvernement français, avec l'application de cette méthode à l'enseignement des filles, par J.-C. Herpin,... (1818)
- Considérations agricoles sur l'importation des bestiaux étrangers en France et sur les droits d'entrée à Paris, lettre à M. H. Boulay de la Meurthe aîné,... par le Dr Herpin,... [20 mai 1841.]
- Note sur divers moyens propres à la destruction de la pyrale de la vigne, par le Dr J.-Ch. Herpin,...
- Quelques mots sur le crédit agricole et la réforme du régime hypothécaire, par le Dr J.-Ch. Herpin,...
- Rapport fait à la Société d'encouragement pour l'industrie nationale, par M. Herpin... sur la canne-parapluie présentée par M. Farge... [23 février 1842.]
- Rapport fait à la Société d'encouragement pour l'industrie nationale... par M. Herpin, sur les conserves de légumes et de fruits préparées par M. Edmond Fly...
- Rapport sur un séchoir de buanderie perfectionné, présenté par M. Edeline,... [24 avril 1850.]
- Rapport sur les procédés de conservation des substances alimentaires et des produits présentés par M. Willaumez, à Lunéville (Meurthe). [14 juillet 1852.]
- Rapport sur une presse à boucher les bouteilles de conserves alimentaires, présentée par M. Mansonnier,... [23 avril 1851.]
- Rapport sur les concours de 1850 relatifs aux perfectionnements des appareils et des procédés de blanchissage du linge
- Salubrité, rapport de M. Herpin, au nom des comités des arts mécaniques et économiques de la Société d'encouragement pour l'industrie nationale, sur la balayeuse mécanique de M. Colombe.  1856.